# Bairds junco
De bairds junco (Junco bairdi) is een zangvogel uit de familie Emberizidae (gorzen).

## Verspreiding en leefgebied
Deze soort is endemisch in zuidelijk Baja California.